# Ianuarie 2010
Acest articol este generat integral pe baza informațiilor din articolul 2010 și este actualizat periodic de un robot.
 Editările făcute în articol vor fi șterse la următoarea actualizare! Dacă doriți să faceți modificări, editați articolul-sursă.

ianuarie -
februarie -
martie -
aprilie -
mai -
iunie -
iulie -
august -
septembrie -
octombrie -
noiembrie -
decembrie
Ianuarie 2010 a fost prima lună a anului și a început într-o zi de vineri. ok

## Evenimente

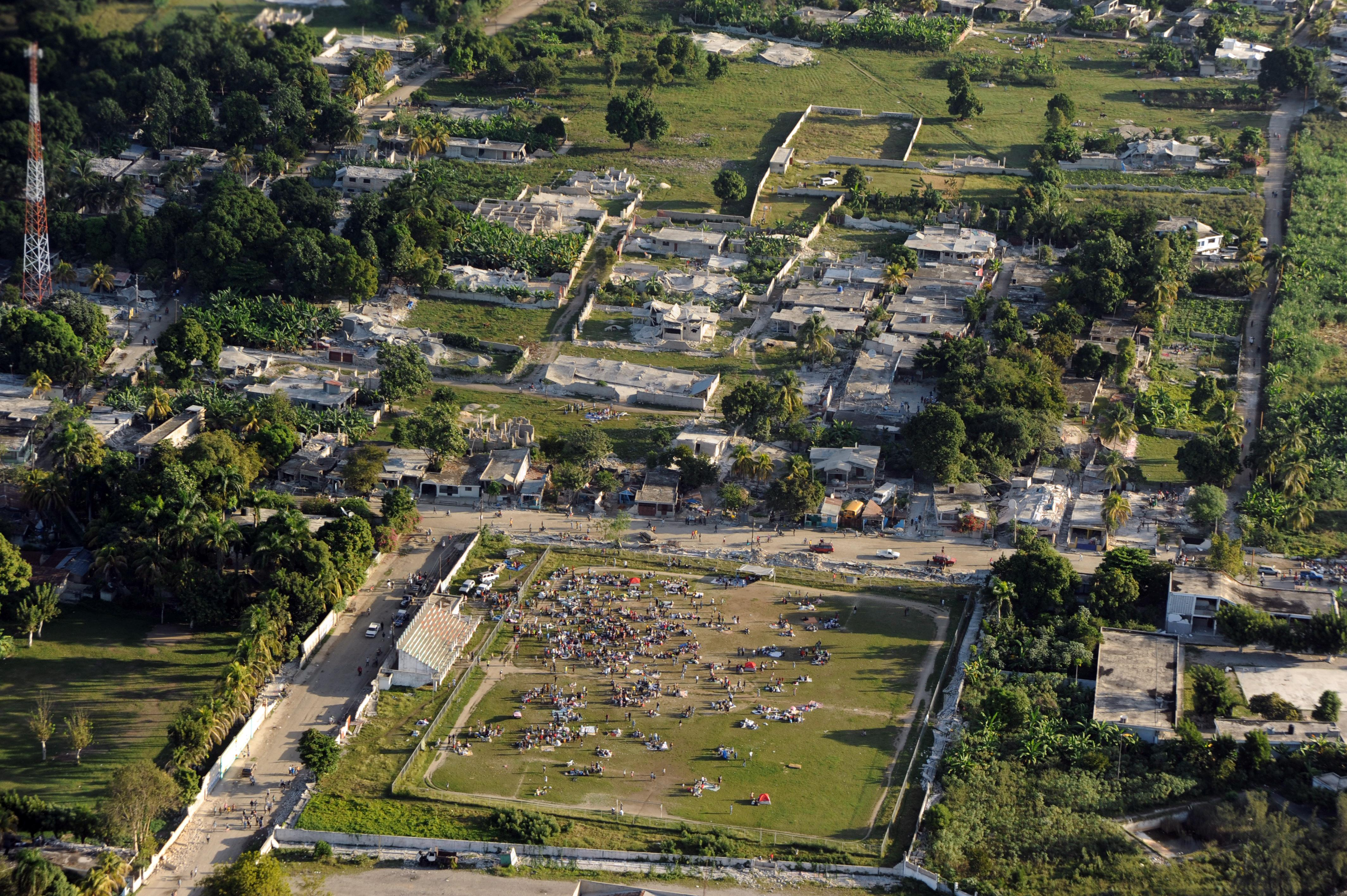
Capitala Haiti, Port-au-Prince, a doua zi după cutremurul din 12 ianuarie.

- 1 ianuarie: Spania preia de la Suedia președinția Consiliului Uniunii Europene.
- 1 ianuarie: Orașele Essen (împreună cu Regiunea Ruhr) din Germania, Pécs din Ungaria și Istanbul din Turcia au devenit Capitală Europeană a Culturii.
- 1 ianuarie: Intră în vigoare directiva 80/181/CEE[1] care permite utilizarea în viitor numai a Sistemul internațional de unități și interzice folosirea altor unități de măsură (de exmplu CP).
- 4 ianuarie: A fost inaugurată oficial clădirea Burj Khalifa din Dubai. Este cea mai înaltă structură construită de om de pe Pământ (828 m).[2]
- 11 ianuarie: Candidatul social democrat Ivo Josipović a fost ales în funcția de președinte al Croației.[3]
- 12 ianuarie: Un cutremur cu magnitudinea de 7 grade Richter devastează capitala statului Haiti, Port-au-Prince.[4]
- 15 ianuarie: Are loc cea mai lungă eclipsă solară al mileniului III (11 minute și 8 secunde).
- 17 ianuarie: A avut loc cea de-a 67-a ediție a Premiilor Globul de Aur.[5]
- 31 ianuarie: A avut loc a 52-a ediție a Premiilor Grammy. Beyonce Knowles a câștigat 6 premii - inclusiv Premiul "Song of the Year" pentru "Single Ladies (Put a Ring on it)" și Premiul "Best Female Pop Vocal Performance" pentru "Hallo", Taylor Swift 4 premii, The Black Eyed Peas, Jay-Z, Kings of Leon au câștigat 4 premii, iar Lady Gaga, A.R. Rahman, Colbie Caillat, Eminem, Kanye West, Maxwell, Jason Mraz și Rihanna au câștigat 2 premii fiecare. Judas Priest și AC/DC au luat fiecare primul Grammy din carieră.
- 31 ianuarie: S-a încheiat a 98-a ediție a turneului de tenis de Grand Slam Australian Open. La simplu, câștigătorii acestei ediții au fost Roger Federer la masculin și Serena Williams la feminin.[6]
- 31 ianuarie: Echipa masculină de handbal a Franței a câștigat Campionatul European din Austria după ce a învins în finală echipa Croației.

## Decese
- 1 ianuarie: Lhasa (Lhasa de Sela), 37 ani, cântăreață americano-mexicană (n. 1972)
- 2 ianuarie: Stelian Filip, 85 ani, poet și prozator român (n. 1924)
- 3 ianuarie: Vasile Brescanu, 69 ani, actor din R. Moldova (n. 1940)
- 4 ianuarie: Paul Ahyi, 79 ani, artist, sculptor, arhitect, pictor, designer de interior și scriitor togolez (n. 1930)
- 4 ianuarie: Arhip Cibotaru, 74 ani, dramaturg din R. Moldova (n. 1935)
- 5 ianuarie: Beverly Elaine Aadland, 67 ani, actriță americană (n. 1942)
- 5 ianuarie: Toni Tecuceanu (n. Aurelian-Antonio Tecuceanu), 38 ani, actor român (Cronica Cârcotașilor), (n. 1972)
- 5 ianuarie: Bobi Tsankov, 30 ani, jurnalist bulgar și om de radio (n. 1979)
- 6 ianuarie: Graham Douglas Leonard, 88 ani, episcop englez (n. 1921)
- 7 ianuarie: Philippe Séguin, 66 ani, politician francez născut în Tunisia (n. 1943)
- 9 ianuarie: Améleté Abalo, 47 ani, fotbalist togolez (n. 1962)
- 9 ianuarie: Christopher Shaman Abba, 74 ani, episcop romano-catolic nigerian (n. 1935)
- 9 ianuarie: Evgheni Paladiev, 61 ani, sportiv rus (hochei pe gheață), (n. 1948)
- 11 ianuarie: Miep Gies (n. Hermine Santruschitz), activistă antifascistă neerlandeză (n. 1909)
- 12 ianuarie: Joseph Serge Miot, 63 ani, episcop romano-catolic (n. 1946)
- 13 ianuarie: Bill Moss, 76 ani, pilot britanic de Formula 1 (n. 1933)
- 14 ianuarie: Béla Kamocsa, 65 ani, instrumentist român de etnie maghiară (Phoenix), (n. 1944)
- 14 ianuarie: Katharina Rutschky, 68 ani, jurnalistă germană (n. 1941)
- 14 ianuarie: Petra Schürmann, 76 ani, actriță germană și moderatoare TV (n. 1933)
- 16 ianuarie: Gyula Fekete, 88 de ani, scriitor maghiar (n. 1922)
- 17 ianuarie: Kurt Bartsch, 72 ani, scriitor german (n. 1937)
- 17 ianuarie: Erich Wolf Segal, 72 ani, scriitor american de etnie evreiască (n. 1937)
- 18 ianuarie: Gheorghe Lăutaru, 49 ani, ciclist român (n. 1960)
- 19 ianuarie: Sergiu Chiriacescu, 69 ani, inginer român (n. 1940)
- 20 ianuarie: Derek Prag, 86 ani, politician britanic (n. 1923)
- 21 ianuarie: Guillermo Abadía Morales, 97 ani, lingvist columbian (n. 1912)
- 22 ianuarie: Marin Cosmescu-Delasabar, 93 ani, antologist român (n. 1916)
- 22 ianuarie: Jean Simmons, 80 ani, actriță americană (n. 1929)
- 24 ianuarie: Răsvan Firea, 54 ani, sportiv român (atletism), (n. 1955)
- 24 ianuarie: Horea Popescu, 84 ani, regizor român (n. 1925)
- 27 ianuarie: Zelda Rubinstein, 76 ani, actriță americană (n. 1933)
- 27 ianuarie: Jerome David Salinger, 91 ani, scriitor american (n. 1919)
- 27 ianuarie: Jean Tordeur, 89 ani, scriitor belgian, membru de onoare al Academiei Române (n. 1920)
- 27 ianuarie: J. D. Salinger, scriitor american (n. 1919)
- 28 ianuarie: Florin Zamfirescu, 47 ani, gazetar român (n. 1962)
- 30 ianuarie: Feodosie Vidrașcu, 81 de ani, scriitor rus născut în R. Moldova (n. 1929)
- 31 ianuarie: Kage Baker, 57 de ani, scriitoare americană (n. 1953)
- 31 ianuarie: Mihai Elin, 68 ani, poet și traducător român (n. 1941)
- 31 ianuarie: Pierre Vaneck, 78 ani, actor francez de etnie belgiană (n. 1931)